# Gugney-aux-Aulx
Gugney-aux-Aulx ([ɡyˈɲɛ o.z‿o] ⓘ) ist eine französische Gemeinde mit 171 Einwohnern (Stand: 1. Januar 2022) im Département Vosges in der Region Grand Est (bis 2015 Lothringen). Sie gehört zum Arrondissement Neufchâteau (bis 2024 Épinal) und ist Mitglied im Gemeindeverband Communauté de communes de Mirecourt Dompaire.

## Geografie
Die Gemeinde liegt etwa sechs Kilometer südlich von Charmes.

## Geschichte
Schon zu gallo-römischer Zeit gab es hier Siedlungen.
Im 11. Jahrhundert wurde die Gemeinde erstmals als De Glurgneis et Giuinei urkundlich erwähnt.

### Bevölkerungsentwicklung
| Jahr      | 1793 | 1896 | 1954 | 1982 | 1990 | 1999 | 2006 | 2019 |
| Einwohner | 458  | 498  | 215  | 139  | 115  | 133  | 139  | 164  |

## Sehenswürdigkeiten
- Kirche St. Bartholomäus aus dem 16. Jahrhundert

(Monument historique)

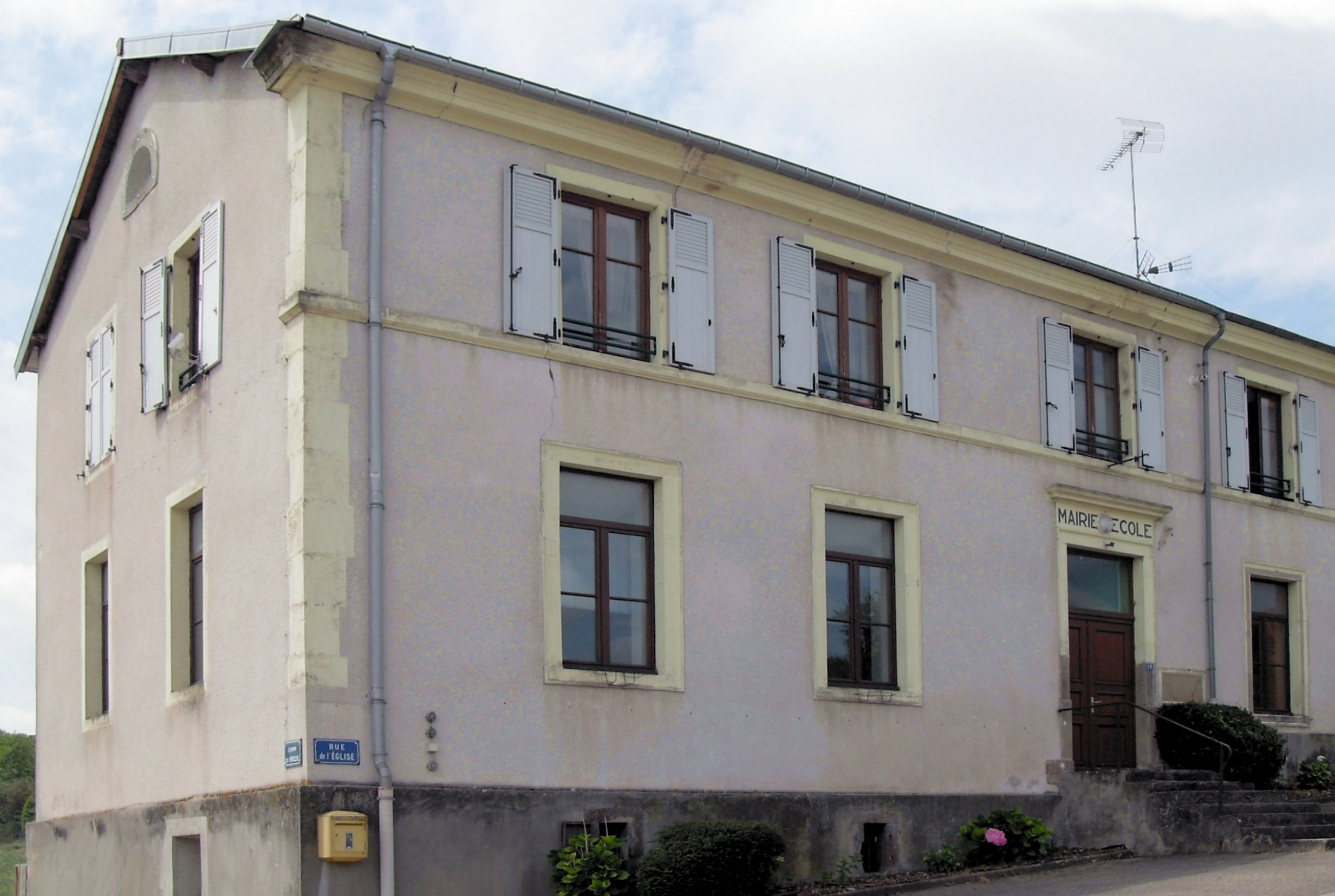
Rathaus und Schule
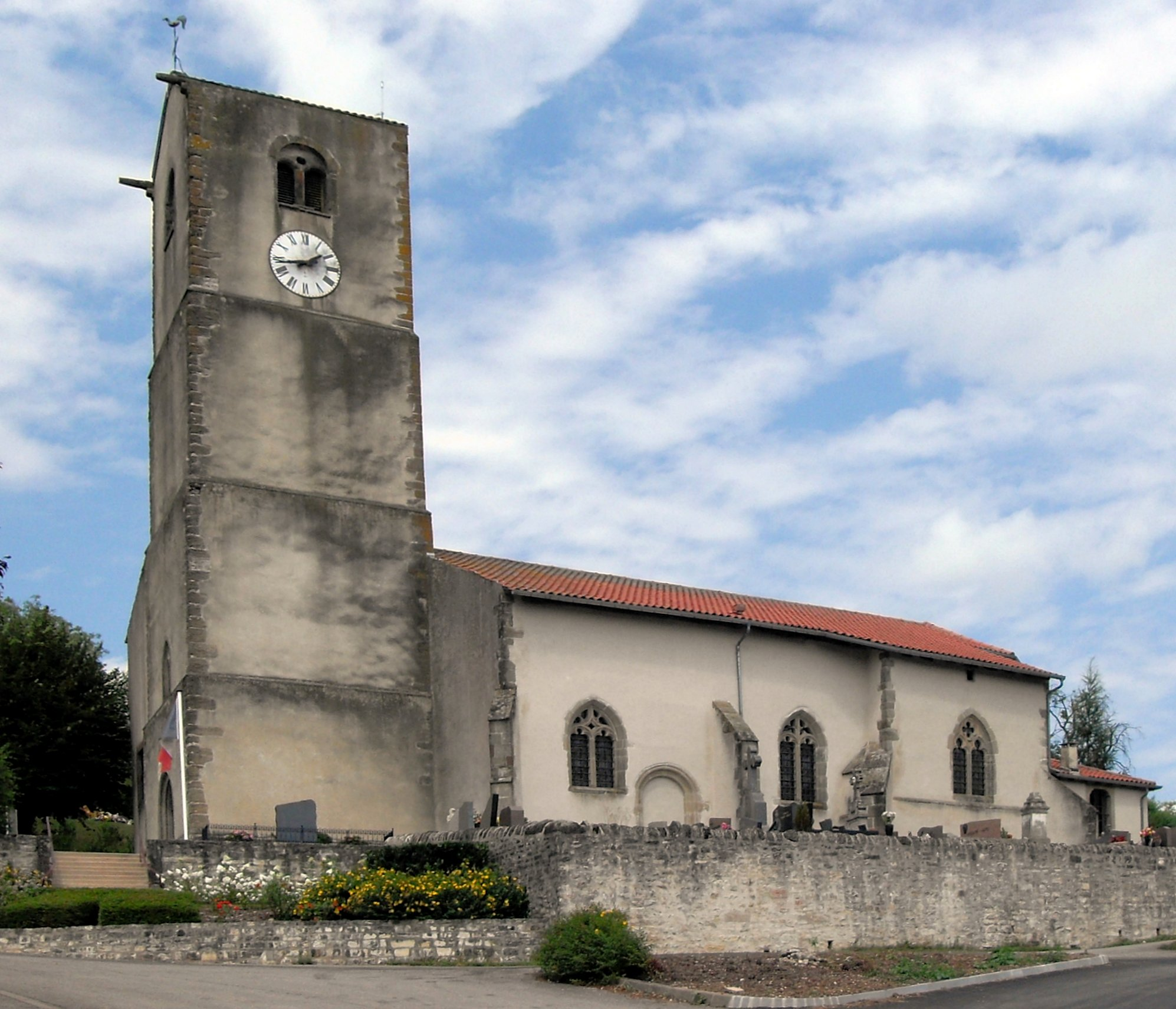
Kirche St. Bartholomäus